# Philippe Mestre

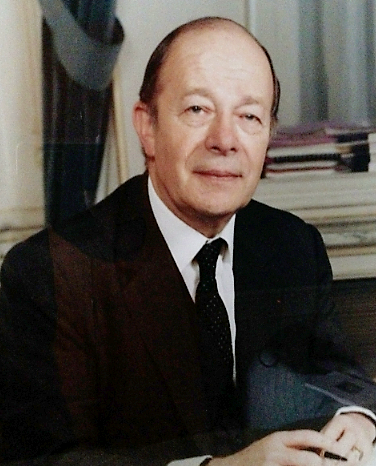
Philippe Mestre

Philippe Mestre (* 23. August 1927 in Talmont-Saint-Hilaire, Département Vendée; † 25. April 2017) war ein französischer Politiker und Schriftsteller.

## Leben und Wirken
Philippe Mestre ist der Neffe des Politikers Pierre-Olivier Lapie (1901–1994). Er studierte an der École nationale de la France d’Outre-Mer und konnte dieses Studium 1951 erfolgreich abschließen. Sofort im Anschluss daran bekam Mestre eine Anstellung in der Kolonialverwaltung von Französisch-Äquatorialafrika. Im darauffolgenden Jahr wechselte in den Verwaltungsstab von Französisch-Kongo und hatte dort bis 1960 verschiedene Ämter inne.
Unter Präsident Charles de Gaulle berief man ihn 1960 zum sous-préfet von Cassaigne – heute Sidi Ali in der Provinz Mostaganem – in Algerien. Nach der Unabhängigkeit bekleidete Mestre zahlreiche Ämter in der französischen Staatsverwaltung, u. a. als Präfekt verschiedener Départements. 1978 wurde er Leiter des Kabinetts von Ministerpräsident Raymond Barre.
Von 1981 bis 1993 vertrat Mestre als Abgeordneter das Département Vendée. Als solcher fungierte er parallel als Président-directeur général der Tageszeitung Presse-Océan.
In der Regierung Édouard Balladur war Mestre zwischen 30. März 1993 und 11. Mai 1995 Kriegsveteranenminister (Ministre des Anciens combattants et Victimes de guerre). Er war Mitglied der Union pour la Nouvelle République (UNR), später der Union pour la démocratie française (UDF).
Parallel zu seiner politischen Arbeit konnte Mestre auch einige Romane veröffentlichen, die vom Publikum wie auch der Literaturkritik gelobt wurden.

## Ehrungen
- Kommandeur der Ehrenlegion
- Offizier des Ordre national du mérite
- Croix de la Valeur militaire
- Offizier des Ordre du Mérite agricole
- 1991 Prix Claude-Farrère für den Roman Demain, rue Saint-Nicaise

## Werke (Auswahl)
Romane
- Quand flambait le bocage. Robert-Laffont, Paris 1970.[2]
- Demain, rue Saint-Nicaise. Robert-Laffont, Paris 1990, ISBN 2-221-06946-3.
- Devant douze fusils. France-Émpire, Paris 2000, ISBN 2-7048-0896-1.

Sachbücher
- Un acte manqué. Si Pétain avait rallié Algier en 1942. France-Émpire, Paris 2012, ISBN 978-2-7048-1164-9.